# 麥特·漢農
馬修·卡雷達斯（英語：Mathew Karedas，1964年6月11日—）或稱作麥特·漢農（英語：Matt Hannon），是一名美國男演員、製片人和公關聯絡員，較著名的是在1991年邪典電影《武士警察》中擔任主演。

## 職業生涯
卡雷達斯從高中畢業後就經營著一家影帶商店達三年，且曾擔任過席維斯·史特龍的保鑣並閱讀過他在八小時內親筆撰寫的《洛基第五集：龍吟虎嘯》（1990年）劇本。雖然史特龍成名後並未繼續跟隨著他，但卡雷達斯表示，自己並未想成為動作巨星，而是想成為像約翰・坎迪那樣的喜劇演員。
他較著名的作品是1991年動作片《武士警察》，他在當中主演喬·馬歇爾；該片因資金問題而未正式上映並被譽為「史上最差的動作片」行列。在這之後，卡雷達斯就未再主演任何作品，並在大眾媒體間消失了二十多年。在此期間，他並未注意到《武士警察》引發的邪典追捧現象。
因2012年3月時有一個名為「麥特·漢農」的演員過世，加上可能是因卡雷達斯於90年代初合法更改了他的名字的緣故，當他在檢視自己的IMDb頁面時發現外界許多人以為他已不在人世（2012年至2014年中期間）。卡雷達斯在接受Red Letter Media採訪時表示，他對大眾對於他已經死去的思維感到滿意。當他的22歲女兒在YouTube上發表卡雷達斯還活著的影片後，他重新受到關注。此後，他復出拍片，並回歸在《武士警察》的2015年續集《武士警察2：致命復仇》中主演喬·馬歇爾。

## 個人生活
卡雷達斯與妻子於1988年6月結婚，2010年離婚。他的女兒寇特妮·卡雷達斯（Mathew Karedas）也是名製片人兼演員，曾與父親一同參與《武士警察2：致命復仇》的演出和製片。

## 作品列表

### 電影
| 年份 | 標題                                                                         | 角色          | 附註                        |
| ---- | ---------------------------------------------------------------------------- | ------------- | --------------------------- |
| 1988 | 《美國大復仇》（American Revenge）                                                           | 安傑洛（Angelo）    | DVD首映；掛名為馬修·J·漢農  |
| 1991 | 《武士警察》                                                                 | 喬·馬歇爾（Joe Marshall） |                             |
| 2014 | 《與武士警察影星麥特·漢農對談》（A Conversation with Samurai Cop Star Matt Hannon）                                          | 他自己        | 短片；兼特別感謝            |
| 2015 | 《武士警察2：致命復仇》                                                      | 喬·馬歇爾     | 兼監製；掛名為馬修·卡雷達斯 |
| 2019 | 《武士誕生》（Enter the Samurai）                                                             | 他自己        | 紀錄片                      |
| 2019 | 《武士警察：紀錄片》（Samurai Cop: The Documentary）                                                     | 他自己        | 紀錄片；兼特別感謝          |
| 2020 | 《被禁止、被剝削和被列入黑名單：有爭議的電影製作人沙恩·萊恩的地下工作》 （Banned, Exploited & Blacklisted: The Underground Work of Controversial Filmmaker Shane Ryan） | 他自己        | 章節：〈〉                  |
| 2020 | 《瘟疫》（Pandemonic）                                                                 | 電視詩人      |                             |

### 電視
| 年份 | 標題                   | 角色         | 附註                   |
| ---- | ---------------------- | ------------ | ---------------------- |
| 1995 | 《執法悍將》           | 塞爾維亞士兵 | 單集：〈〉             |
| 2015 | 《好萊塢恐怖爆料》（MoreHorror in Hollywood） | 他自己       | 單集：〈〉             |
| 2017 | 《納米鏡！》（Nanaroscope !）       | 他自己       | 電視紀錄片；單集：〈〉 |

## 外部連結
- 麥特·漢農在互联网电影资料库（IMDb）上的資料（英文）